# Cudownie ocalony
Cudownie ocalony – polska komedia telewizyjna z 2004 roku w reżyserii Janusza Zaorskiego, oparta na reportażu Andrzeja Mularczyka o tym samym tytule. 
Akcja filmu rozgrywa się na początku lat 60. na Mazurach. Film kręcony w Pasymiu, pałacu w Drogoszach i nad jeziorem Kalwa.

## Fabuła
Akcja pełnometrażowej komedii lirycznej "Cudownie ocalony" rozgrywa się w latach 60. na polskiej prowincji. Jego bohaterem jest wdowiec Mikołaj Biesaga (Marian Opania). Udało mu się w sposób cudowny ujść z życiem podczas niemieckiej nawałnicy w 1939 roku. Wtedy poprzysiągł, że za uratowanie życia zbuduje kapliczkę. Zabiera się za to w czasach kiedy stosunki państwo-Kościół są, delikatnie mówiąc, napięte. Na dodatek syn Mikołaja jest członkiem PZPR. W tych okolicznościach decyzja o budowie kapliczki jest niczym kij włożony w mrowisko.

## Obsada
- Wiktor Zborowski – Stasiek
- Leszek Malinowski – Ksiądz Jamrozik
- Agata Kulesza-Figurska – Czarna
- Sławomir Pacek – Czesiek
- Krzysztof Zaleski – Wrona
- Łukasz Lewandowski – Tadzio
- Zbigniew Buczkowski – Komornik
- Marian Opania – Mikołaj Biesaga
- Anna Gornostaj – Dendysowa
- Ewa Kasprzyk – Lola Katafalk
- Edyta Jungowska – Hanka
- Henryk Gołębiewski – Kamieniarz
- Witold Wieliński – Sierżant
- Dominika Kluźniak – Mankowiczka
- Tadeusz Chudecki – brygadzista Komosa
- Barbara Babilińska – więźniarka "Cielęcina"
- Leszek Piskorz – Dendys